# Trade of Innocents
Trade of Innocents è un film del 2012 scritto e diretto da Christopher Bessette.

## Trama
Nelle strade di una città turistica nell'attuale Sud-est asiatico, una bambina aspetta il prossimo cliente in una camera d'albergo. Alex è un investigatore impegnato contro la tratta di esseri umani, e Claire, moglie di Alex, è entusiasta della sua nuova vita in Asia come volontaria in un rifugio post-terapia per le ragazze salvate dal traffico di esseri umani. Trame parallele si intrecciano e colpi di scena si dipanano sullo sfondo del pericoloso mondo del traffico di esseri umani, in una storia di lotta, di vita, di speranza e di riscatto nel "commercio di innocenti" (Trade of Innocents).

## Produzione
Il progetto prende vita dopo il viaggio intrapreso dal regista Christopher Bessette prima, e dai produttori William Bolthouse e Laurie Bolthouse poi, a Phnom Penh. Al loro ritorno iniziarono a lavorare insieme al progetto. Successivamente rilasciano la seguente dichiarazione: 

### Riprese
Le riprese del film sono state effettuate completamente in Thailandia, tra cui la città di Bangkok, e sono iniziate nel marzo 2011.

### Budget
La pellicola ottiene un budget di circa 5,8 milioni di dollari.

## Promozione
Il primo trailer del film viene rilasciato l'8 agosto 2012 nelle sale statunitensi, mentre il full trailer viene pubblicato il 13 settembre.

## Distribuzione
Il film viene presentato al Breckenridge Festival of Film nel giugno 2012 e successivamente al Toronto Cornerstone Film Festival.
La pellicola viene distribuita nelle sale statunitensi a partire dal 28 settembre 2012.

### Divieto
Il film viene vietato ai minori di 13 anni negli Stati Uniti d'America per la presenza di violenza e immagini e materiale riguardante il traffico di bambini.

## Riconoscimenti
- 2012 - International Christian Visual Media[9]
  - Miglior film
- 2012 - Breckenridge Festival of Film[10]
  - Miglior film drammatico
  - Miglior regista a Christopher Bessette
  - Secondo classificato per il film preferito dal pubblico